# خوان بيردوغو (لاعب كرة قدم إسباني)
خوان فيردوغو بيريز (مواليد 22 مايو 1949) هو لاعب كرة قدم إسباني سابق، لعب في مركز المدافع.

## المسيرة
ولد فيردوغو في قرطبة، واشتهر بمسيرته مع ريال مدريد وإسبانيول.
شارك فيردوغو مع منتخب إسبانيا لكرة القدم في مباراة واحدة عام 1978 ضد النرويج.
كمدرب، قاد نادي قرطبة في عدة فترات، أبرزها عامي 1998 و2001.

## الألقاب
مع ريال مدريد
- الدوري الإسباني: 1971–72، 1974–75
- كأس الجنرال فرانكو: 1973–74، 1974–75

## وصلات خارجية
- خوان بيردوغو في موقع كرة القدم العالمية.نت
- خوان بيردوغو على BDFutbol
- خوان بيردوغو manager profile على BDFutbol
- ملف خوان فيردوغو بيريز التدريبي على موقع BeSoccer